# Alice Svensk
Alice Maria Svensk, född Hedelius 17 juni 1893 i Södertälje, död 9 februari 1971 i Saltsjöbaden, var en svensk författare. Pseudonym: Mary Hede. 

## Biografi
Föräldrar var godsägaren Jacob Hedelius och Josephine Molitor. Hon gifte sig 1916 med Torsten Svensk.
Svensk skrev teaterstycken och radioteaterserien Familjen Björck.

### Samlade upplagor
- Sex enaktare söka amatörskådespelare. Stockholm: Fritzes bokf. 1929. Libris 1335387